# Фантазия (кинофестиваль)
Международный фестиваль фантастического кино «Фантазия» (англ. Fantasia Film Festival) проходит в Монреале с 1996 года. За свою более чем двадцатилетнюю историю фестиваль стал одним из крупнейших в Канаде и важнейших для мирового жанрового кино. Традиционно фестиваль проводится летом, в июле-августе, и длится три недели. С середины 2010-х аудитория ежегодно превышает 100.000 человек.
Миссия фестиваля — популяризировать авторские, малобюджетные и артхаусные фильмы, открывать новые имена в кинематографе и помогать молодым режиссёрам. Победа или просто участие в фестивале стало началом карьеры для многих современных авторов. С 2012 года «Фантазия» ведёт программу Frontières — кинорынок, позволяющий начинающим режиссёрам найти продюсеров и прокатчиков под новые проекты. С 2016-го Frontières сотрудничает с рынком Каннского кинофестиваля.

## Описание
Фестиваль ориентирован на жанровое, малобюджетное и артхаусное кино с уклоном в сторону Азии, подавляющее большинство фильмов из лайн-апа имеют возрастные ограничения и рекомендованы только для взрослой аудитории. Маскот фестиваля — чёрный пегас, его статуэтку получают победители основной конкурсной программы Cheval Noir. Помимо основной, «Фантазия» включает секции New Flesh, Camera Lucida, приз за короткий метр, приз Сатоси Кона за лучшую анимацию, приз журнала Séquences. В рамках фестиваля проходят также отдельные спецпоказы, мастер-классы и конференции с кинематографистами, а в самом конце присуждается зрительский приз. В 2016-м году была также выделена отдельная программа для документального кино Documentaries From the Edge.
C 1997 года пост арт-директора фестиваля занимает Митч Дэвис. По его словам, главная миссия фестиваля — открывать для зрителя жанровое кино в том виде, каким его задумывал автор, и давать заслуженное внимание некоммерческим проектам. По словам Гильермо дель Торо, «Фантазия» — это фестиваль для ценителей странного и гиков, влюблённых в то, что большинству людей кажется просто ненормальным. Независимый аниматор и режиссёр Билл Плимтон ценит «Фантазию» за «антиголливудское настроение». Аудиторию фестиваля хвалят за открытость, чувство юмора и хороший, пусть и своеобразный вкус. Завсегдатаи фестиваля говорят, что перед началом показа полнометражных картин на «Фантазии» зал обязательно громко мяукает, и эта традиция сохраняется по сей день.
Фестиваль имеет всего две крупные площадки, ежегодно значительное число мероприятий проходит просто в кафе, ресторанах и караоке-барах. Он также славится своей неформальной и демократичной атмосферой: на «Фантазии» нет отдельных VIP-зон, все показы открыты для публики, традиционно известные режиссёры и кинематографисты, приезжающие на фестиваль, смешиваются с аудиторией и общаются на равных. Заслужив к 2020-м годам репутацию одного из важнейших мировых фестивалей жанрового кино и старейшего из подобных в Северной Америке, фестиваль «Фантазия» был организован исключительно на энтузиазме любителей немейнстримового кино. Первые 10 лет работы он существовал только на частные деньги, лишь после этого срока, уже имея зрительскую аудиторию больше чем у Монреальского кинофестиваля и Фестиваля нового кино, на него обратило внимание и государство. С 2016-го ежегодная аудитория фестиваля превышает 100 тыс. посетителей.
Секция фестиваля под названием New Flesh (букв. «Новая плоть») стала одной из главных мировых стартовых площадок для создателей жанрового кино.
В 2012 года «Фантазия» основала проект Frontières как платформу для продвижения жанрового кино, поддержки кинематографистов и совместного производства фильмов. В первый год работы программы для неё были отобраны 12 проектов из Канады, Европы, Австралии и США, которые затем презентовали потенциальным продюсерам и дистрибьюторам. С 2013 года Frontières ведёт европейскую программу на Брюссельском фестивале фантастики. В 2016 Frontières объявили о создании совместного проекта по продвижению жанрового кино с рынком Каннского кинофестиваля. В рамках сотрудничества с Каннским кинорынком Frontières отбирают и презентуют проекты потенциальным партнёрам, а также представляют отдельную фестивальную программу жанрового кино.
За более чем два десятка лет своего существования фестиваль внёс значительный вклад в развитие кинематографа в Канаде, сформировал собственную аудиторию и смог вывести артхаусное кино «из подполья». В синефильских кругах говорят о новом поколении канадских кинематографистов, объединяя их под общим прозвищем «Поколение Фантазии». Так, создатели Турбо пацана трио RKSS были среди самых первых посетителей фестиваля, по собственным словам, они даже подделывали документы, чтобы попасть на показы фильмов с возрастными ограничениями. Деньги на реализацию своего первого проекта они получили благодаря платформе Frontières. Также «Фантазия» и Frontières дали старт компании Astron-6 и бюджет на съёмки «Пустоты», «Радиуса» Стива Леонарда и Каролин Лабреш, слешера The Ranger, и многих других.

## Фестиваль по годам

### Ранние годы
«Фантазию» основали три фаната азиатского кино новой волны — монреальцы Мартин Соважо, Андре Дюбуа и Пьер Корбейль. Они почувствовали интерес местного сообщества к азиатским боевикам и сами хотели иметь возможность смотреть такое кино на большом экране. Первый сезон фестиваля длился целый месяц, а его программа была такой насыщенной, что хватило бы и на полгода. В 1996-м «Фантазия» была полностью посвящена азиатской фантастике и экшену, в значительной мере лайн-ап заняла ретроспектива фильмов Чоу Юньфата и Джета Ли.
На «Фантазии»-1997, прошедшей с 11 июля по 10 августа, были показаны «Тромео и Джульетта», «Пьяный мастер 2», «День зверя», и другие. Победителя конкурсной программы — A Gun for Jennifer — зал встретил овацией. Perfect Blue занял первое место в категории «лучший азиатский фильм», лучший короткий метр — «После смерти» Начо Серды.
С 1998-го часть программы прошла в Торонто в Hot Docs Ted Rogers Cinema, тогда к команде фестиваля присоединился Тони Тимпоне, главный редактор журнала о хоррор-фильмах Fangoria. В 2002-м фестиваль был отменён из-за проблем с основной площадкой — Императорским кинотеатром. Всего за 4 месяца до начала фестиваля в нём сломалась система кондиционирования, починить её в срок не успевали, а нового помещения организаторам забронировать не удалось. С 2003 года «Фантазию» принимал кампус университета Конкордия.
Юбилейный, 10-й сезон прошёл в 2006 году. Создатель «Фантазии» помогли программе, которую раньше проводили в Торонто, выделиться в отдельный, самостоятельный фестиваль Toronto After Dark Film Festival. В 2006-м «Фантазия» проводила также сеансы под открытым небом. Открывал программу триллер «Спуск», в лайн-ап вошли «Далёкая синяя высь», «Странный цирк», и другие, а победителем стало «Проклятие» португальского режиссёра Тьяго Гуэдеса.

### 2007
«Фантазия»-2007 проходила с 5 по 23 июля. Лучшим фильмом азиатской программы выбрали «Воспоминания о Мацуко», европейской — «Топор», в конкурсе анимации победил фильм We Are the Strange. Всего на фестиваль в 2007 году было продано более 81.000 билетов. Митч Дэвис подписал с принадлежащей Paramount компанией Blumhouse Prods. контракт на преимущественную покупку новых проектов, подходящих для ремейка на американском рынке.

### 2008
В этом году состоялись такие премьеры, как «Рипо! Генетическая опера» Даррена Боусмана, «Полуночный экспресс» Рюхэй Китамуры, «Факты из дела мистера Холлоу», «Месть ёлок», и др. В числе мероприятий прошёл спецпоказ фильма «Ученики 36 ступеней Шаолиня», который в качестве почётного гостя посетил звезда боевых искусств Гордон Лю.
В 2009 фестиваль проходил с 9 по 29 июля. Фильм-открытие — Yatterman Такаси Миикэ. В лайн-апе были «Откровение любви» Сиона Соно, «Жажда» Пака Чхана Ука, «Мечта» Кима Ки Дука. Закрыли фестиваль 29-го июля мировой премьерой «Бесславных ублюдков» Квентина Тарантино.

### 2010-e

#### 2010
Фестиваль открывал фильм «Ученик чародея» Джона Тёртелтауба, презентовал который исполнитель главной роли Джей Барушель. Среди канадских премьер — «Скотт Пилигрим против всех», «Последнее изгнание дьявола», The Violent Kind, Van Von Hunter, состоялась также североамериканская премьера «Чёрной молнии» Дмитрия Киселёва. Из мировых премьер были представлены «Я плюю на ваши могилы», «Гробница», и др. В лайн-апе выделялись «Сербский фильм» (получил специальное упоминание жюри), «Надувная кукла», «Лучший худший фильм», Combat Shock 1986 года, представленный лично режиссёром Бадди Джовинадзо, Embodiment of Evil, «Кровавый монтаж», The House of the Devil. Главный приз фестиваля получил фильм «1» Патера Спэрроу.

#### 2011
В 2011 году на фестивале состоялось 19 мировых премьер, в программу вошли 134 картины из 25 стран. Главный приз получил фильм «Клоун» Миккеля Нёргаарда, лучшим режиссёром признали Yoshimasa Ishibashi за фильм Milocrorze: A love story, лучший сценарий — Пак Хун-джон (за The Unjust), отдельно жюри отметило короткометражную историю I Love You из фильма The Theatre Bizarre. Лучший анимационный фильм — Surviving Life Яна Шванмайера. Фильм австралийского режиссёра Амиля Кортина-Уилсона Hail (2011) победил в категории The Séquences.

#### 2012
В 2012 году фестиваль проходил с 19 июля по 7 августа, по числу посетителей (свыше 90 тыс. человек) он оказался более популярным, чем Монреальский кинофестиваль, и привлёк значительно большее внимание в мировых сми.
Главный приз получила картина Кима Чжи Уна «Книга судного дня».

#### 2013
«Фантазия»-2013 проходила с 18 июля по 7 августа, в программу вошли 120 фильмов. На фестивале состоялись премьеры «Проклятия Чаки», «Асоциальный». Среди показов — Атомная школа: Возвращение. Часть 1, Raze Джоша Уоллера, Bad Milo!, Willow Creek, комедия After School Midnighters, I'll Give It My All... Tomorrow, «Комплекс» Хидэо Накаты, «Гатчамен», Армагеддец Эдгара Райта.
Главной награды фестиваля был удостоен фильм «Очень плохие парни» Арона Кешалиса и Навота Папушадо, лучшим режиссёром выбрали Hou Chi-jan (за фильм Когда волк влюбляется в овцу). Премию за вклад в кинематограф получил Анджей Жулавский. Лучший среди дебютантов в программе New Flesh — Cheap Thrills Эвана Луиса Каца.

#### 2014
Фестиваль проходил с 17 июля по 5 августа, были показаны 160 фильмов и всего 216 показов, число посетителей превысило 129 тыс. человек. Постер для этого сезона нарисовал канадский иллюстратор Дональд Кэрон: он изобразил Рэя Харрихаузена, Рэя Бредбери и Форреста Акермана, плывущих по небу в Заколдованном каноэ в компании Медузы Горгоны, скелета и киборга.
Среди премьер были представлены: «Убрать из друзей» Левана Габриадзе, «Полночное плавание» Сары Адины Смит, и другие. Главный приз получила картина «Огни Удзумасы» режиссёра Очиай Кена, в программе New Flesh победила sci-fi драма австралийского режиссёра Хью Салливана Бесконечный человек. Приз за вклад в кинематограф получили Мамору Осии и Тоуб Хупер. Приз имени Сатоси Кона за лучшую анимацию получил Остров Джованни Нисикубо Мидзухо.

#### 2015
В 2015 году на «Фантазии» прошли 22 мировые премьеры, в том числе боевика «Ускорение» с Ольгой Куриленко в главной роли. Впервые в 2015-м «Фантазия» включила в программу VR-кино. В лайн-ап вошли Anguish (2015 film), «Я вижу, я вижу», Wild City Ринго Лама.
Главный приз получил Сион Соно за фильм Tag, а сыгравшая в нём актриса Рэйна Триндль стала обладательницей премии за лучшую женскую роль. Лучшим анимационным фильмом стала Miss Hokusai Кейити Хары. Мюзикл La La La at Rock Bottom получил награду за лучший сценарий, а исполнитель главной роли Субару Сибутани был отмечен как лучший актёр.

#### 2016
В 2016 году фестиваль проходил с 14 июля по 2 августа, впервые его аудитория составила 100 тысяч зрителей. Было проведено 209 показов и состоялось 19 мировых премьер, среди которых: фильм-открытие King Dave Дэниэла Гроу, Горан хорватского режиссёра Невио Марашовича, «Проект Лазарь» Матео Хиля, «Some Freaks» Иана Макалистера-Макдональда, и другие. Главный приз «Фантазии» Cheval Noir получил фильм «Поезд в Пусан» (реж. Ён Сан Хо), лучшим режиссёром был признан Киёси Куросава (за фильм «Жуткий»), лучший сценарий — И Джей Ён (The Bacchus Lady). Гильермо дель Торо был награждён премией за вклад в кинематограф. Специальный приз жюри получила Agnieszka Smoczyńska за свою картину «The Lure».

#### 2017
В 2017-м году «Фантазия» длилась с 13 июля по 2 августа, в программу вошли 150 полнометражных и 300 короткометражных картин, среди них — «Валериан и город тысячи планет» Люка Бессона с бюджетом в 200 млн долларов США и Bad Black с бюджетом в 65 долларов. Открывала фестиваль «Злодейка» Чон Пён Гиля, а закрывал — «Таксист» Чан Хуна. Среди премьер — «Взрывная блондинка» с Шарлиз Терон, «След зверя» Агнешки Холланд (картина получила главный приз), «Раз живём» с Жераром Депардьё. Одним из звёздных гостей фестиваля был Роберт Паттисон, представлявший фильм «Хорошее время», в котором сыграл главную роль. Лучшей актрисой признали Виолетту Шуравлову за Cold Hell, лучшим режиссёром — тайца Наттавута Пунпирии («Плохой гений»).

#### 2018
Фестиваль проходил с 12 июля по 2 августа, на постере того года работы иллюстратора Дональда Кэрона навстречу публике летит космомопс верхом на летучем коте. Фильм-открытие: короткометражная картина Milk выпускника Конкордии Сантьяго Менгини, полный метр: «Дыши во мгле» от режиссёра Дэниэла Роби, также выпускника Конкордии. Из премьер: «Человек, который убил Гитлера и затем бигфута», «Мэнди».
Награду за вклад в кинематограф получил Джо Данте. Среди короткометражных фильмов победила лента Culs-de-Sacs Максима Жирара. Главный приз фестиваля получил фильм «Дыши во мгле», хотя многие критики не согласились с этим выбором, отмечая «плоскую» игру ведущих актёров и отсутствие новизны в сюжете и обсуждаемых темах. Лучшим режиссёром стал Nosipho Dumisa за фильм «Номер 37». В секции New Flesh победил фильм «Веб-камера», приз за лучший сценарий получила его создательница Isa Mazzei.

#### 2019
«Фантазия» длилась с 11 июля по 1 августа. На постере работы Дональда Кэрона появились фавориты прошлого года — мопс в летающей тарелке и летучий кот. В лайн-ап из более 100 полнометражных фильмов и множества короткометражных вошли «Сторожка», «Звонок. Последняя глава», «Мастер Z: Наследие Ип Мана», «Я иду искать», и другие.
Fly Me to the Saitama был выбран лучшим азиатским фильмом, Lake Michigan Monster — лучшим европейским, лучший экшн — «Гангстер, коп и дьявол». Главный приз получил «Идол» от режиссёра Ли Су Джина, приз за лучшую режиссуру и сценарий отдали Карло Мирабелла-Дейвису (за фильм «Глотай»). В категории New Flesh за лучший дебют наградили фильм «Папа, сдохни» Кирилла Соколова. Наградой за вклад в кинематограф был отмечен Эдвард Рэмбах Прессман.

### 2020-е

#### 2020
В 2020 году из-за пандемии COVID-19 фестиваль проходил в онлайн-формате и длился меньше обычного — с 20 августа по 2 сентября. Онлайн-показы были доступны только для зрителей внутри Канады. Программу открывал триллер «Проклятие ведьмы» от режиссёра Нила Маршалла. В числе свыше 100 вошедших в лайн-ап полнометражных картин были Labyrinth of Cinema, 12 Hour Shift, Shakespeare's Shitstorm, A Costume for Nicholas, и другие.
Лучшим полнометражным европейским фильмом стал The Mortuary Collection, азиатским — «Спецактёры» Синъитиро Уэда. Хоррор «Кошмары» победил в категории «прорыв года». Премию за вклад в кинематограф вручили Джону Карпентеру.
Закрывала фестиваль лента «Великая война ёкаев: Хранители» Такаси Миикэ.

#### 2021
Юбилейный 25-й фестиваль прошёл с 5 по 25 августа в онлайн-формате, однако некоторые мероприятия удалось провести оффлайн в кинотеатре Монреальского музея изящных искусств и Императорском кинотеатре. Накануне первого дня фестиваля, 4 августа состоялся спецпоказ фильма Джеймса Ганна «Отряд самоубийц: Миссия навылет».
Основное место в лайн-апе фестиваля заняли фильмы из Японии. Среди премьер были представлены «Последнее, что видела Мэри» Эдоардо Виталетти, King Knight Ричарда Бейтса мл., «Baby Money» Майкла Бассилли и Люка Уолпорта. Гран-при конкурсной программы получил начинающий корейский режиссёр Hong Eui-jeong со своим дебютным фильмом «Голос тишины», приз за лучшую женскую роль получил сыгравший в нём Ю А Ин. Лучшим режиссёром был признан баск Игорь Легаррета за фильм «Все луны». Канадец Марк О'Брайен получил награду за лучший сценарий (фильм «Незнакомец»). Лучшая женская роль — Зельда Адамс («Хэллбендер»). Отдельно жюри отметило фильмы Дзюнты Ямагути «За пределами двух бесконечных минут», который также выиграл зрительский приз, и «Адский цветник» Кадзуаки Сэки. В программе Camera Lucida призы получила The Story of Southern Islet от малазийца Chong Keat Aun, отдельно упомянут был фильм Midnight in a Perfect World Додо Дайяо.

#### 2022

Юбилейный показ фильма «Опасная компания»

В 2022 году были сняты ковидные ограничения и «Фантазия» впервые за два года состоялась в нормальном режиме. На постере 2022-го сквозь экран кинотеатра в зал влетает огромный маскот фестиваля — чёрный пегас. Фестиваль проходил с 14 июля по 3 августа. Состоялись премьеры таких фильмов, как All Jacked Up and Full of Worms Алекса Филлипса, Glorious Ребекки Маккендри, Убойный монтаж; была запушена новая программа под названием Septentrion Shadows. Главный приз получил Karim Ouelhaj за фильм Megalomaniac, приз за лучшую режиссуру — Чон Джу-ри за «Следующая Сохи». Приз зрительских симпатий получил фильм «Искусительница». В отделении New Flesh победил триллер «Каппэй» от Такаси Хирано. Награду за выдающийся вклад получил Джон Ву, представивший на фестивале свой фильм Face Off.

#### 2023
27 сезон «Фантазии» запланирован на 20 июля — 9 августа. В программе анонсирована мировая премьера «Ампир V» Виктора Гинзбурга.